# Albánie na Eurovision Song Contest
Albánie se zúčastnila 21 ročníků soutěže Eurovision Song Contest, poprvé v roce 2004. Národním kolem albánské televize je každoroční hudební soutěž Festivali i Kënges, která se koná od roku 1962. Jako první se v soutěži představila zpěvačka Anjeza Shahini, která skončila na 7. místě. Historicky nejlepším umístěním země je 5. místo, které v roce 2012 získala zpěvačka Rona Nishliu s písní „Suus“.

## Výsledky
| Rok  | Interpret                       | Píseň                     | Jazyk                  | Finále        | Finále        | Semifinále                | Semifinále                |
| Rok  | Interpret                       | Píseň                     | Jazyk                  | Pořadí        | Body          | Pořadí                    | Body                      |
| ---- | ------------------------------- | ------------------------- | ---------------------- | ------------- | ------------- | ------------------------- | ------------------------- |
| 2004 | Anjeza Shahini                  | „The Image of You“        | angličtina             | 7.            | 106           | 4.                        | 167                       |
| 2005 | Ledina Çelo                     | „Tomorrow I Go“           | angličtina             | 16.           | 53            | TOP 12 z předchozího roku | TOP 12 z předchozího roku |
| 2006 | Luiz Ejlli                      | „Zjarr e ftohtë“          | albánština             | nepostup      | nepostup      | 14.                       | 58                        |
| 2007 | Frederik Ndoci                  | „Hear My Plea“            | angličtina, albánština | nepostup      | nepostup      | 17.                       | 49                        |
| 2008 | Olta Boka                       | „Zemrën e lamë peng“      | albánština             | 16.           | 55            | 9.                        | 67                        |
| 2009 | Kejsi Tola                      | „Carry Me in Your Dreams“ | angličtina             | 17.           | 48            | 7.                        | 73                        |
| 2010 | Juliana Pasha                   | „It's All About You“      | angličtina             | 16.           | 62            | 6.                        | 76                        |
| 2011 | Aurela Gaçe                     | „Feel the Passion“        | angličtina, albánština | nepostup      | nepostup      | 14.                       | 47                        |
| 2012 | Rona Nishliu                    | „Suus“                    | albánština             | 5.            | 146           | 2.                        | 146                       |
| 2013 | Adrian Lulgjuraj a Bledar Sejko | „Identitet“               | albánština             | nepostup      | nepostup      | 15.                       | 31                        |
| 2014 | Hersi                           | „One Night's Anger“       | angličtina             | nepostup      | nepostup      | 15.                       | 22                        |
| 2015 | Elhaida Dani                    | „I'm Alive“               | angličtina             | 17.           | 34            | 10.                       | 62                        |
| 2016 | Eneda Tarifa                    | „Fairytale“               | angličtina             | nepostup      | nepostup      | 16.                       | 45                        |
| 2017 | Lindita                         | „World“                   | angličtina             | nepostup      | nepostup      | 14.                       | 76                        |
| 2018 | Eugent Bushpepa                 | „Mall“                    | albánština             | 11.           | 184           | 8.                        | 162                       |
| 2019 | Jonida Maliqi                   | „Ktheju tokës“            | albánština             | 17.           | 90            | 9.                        | 96                        |
| 2020 | Arilena Ara                     | „Fall from the Sky“       | angličtina             | ročník zrušen | ročník zrušen | ročník zrušen             | ročník zrušen             |
| 2021 | Anxhela Peristeri               | „Karma“                   | albánština             | 21.           | 57            | 10.                       | 112                       |
| 2022 | Ronela Hajati                   | „Sekret“                  | albánština, angličtina | nepostup      | nepostup      | 12.                       | 58                        |
| 2023 | Albina a Familja Kelmendi       | „Duje“                    | albánština             | 22.           | 76            | 9.                        | 83                        |
| 2024 | Besa                            | „Titan“                   | angličtina             | nepostup      | nepostup      | 15.                       | 14                        |
| 2025 | Shkodra Elektronike             | „Zjerm“                   | albánština             | 8.            | 218           | 2.                        | 12                        |

| Legenda | Legenda                              |
| ------- | ------------------------------------ |
| 2       | 2. místo                             |
| X       | interpret vybrán, ale nezúčastnil se |

## Galerie

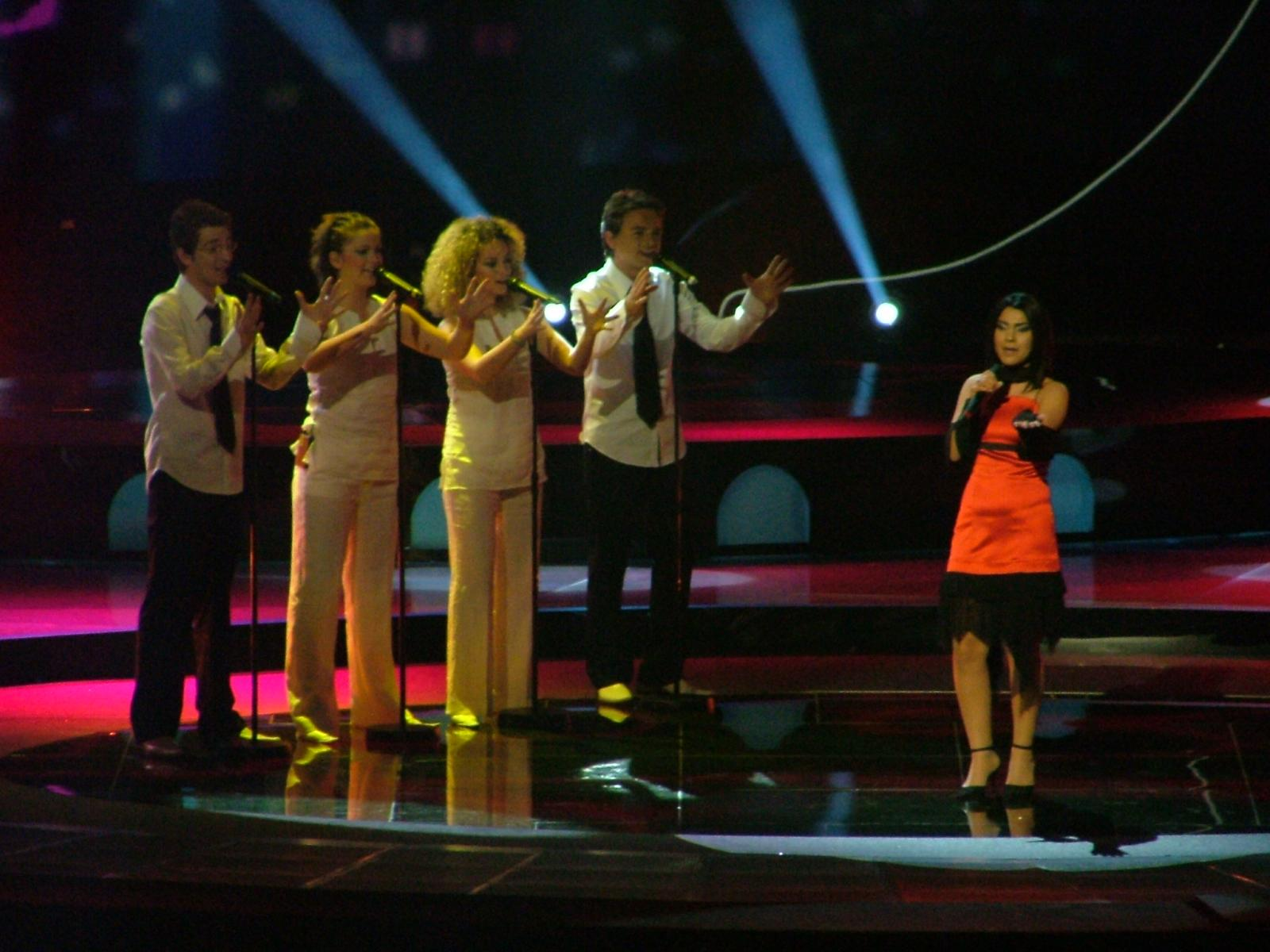
Anjeza Shahini v Istanbulu (2004)
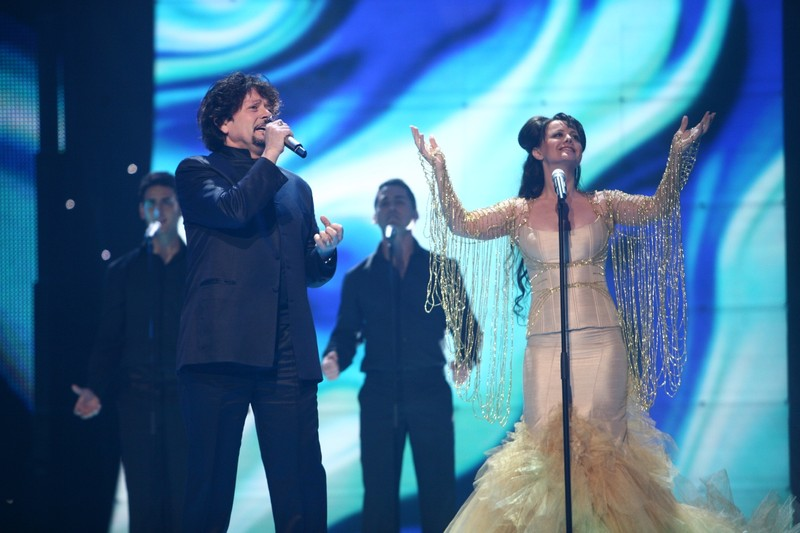
Frederik Ndoci a Aida Ndoci v Helsinkách (2007)
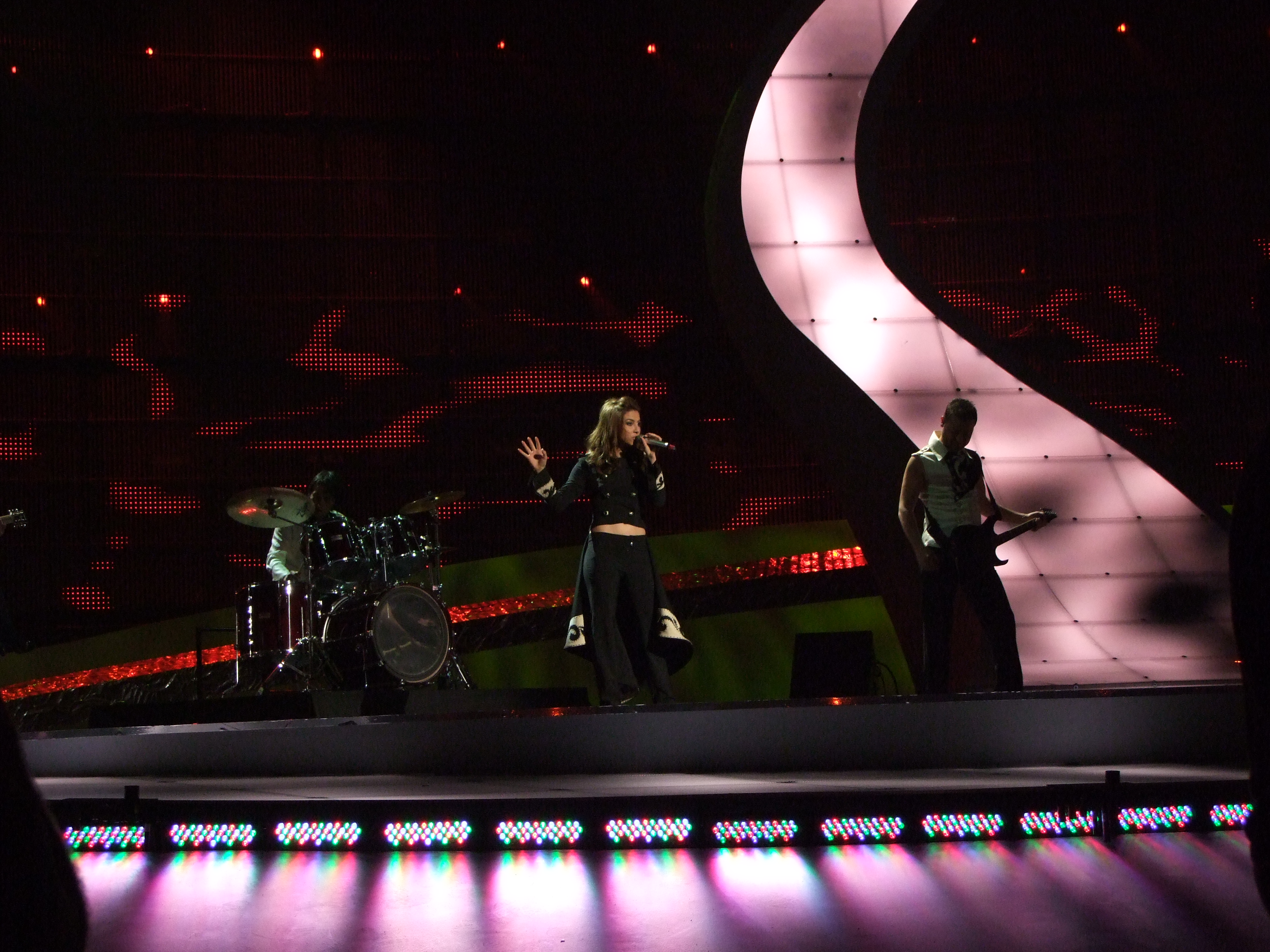
Olta Boka v Bělehradu (2008)
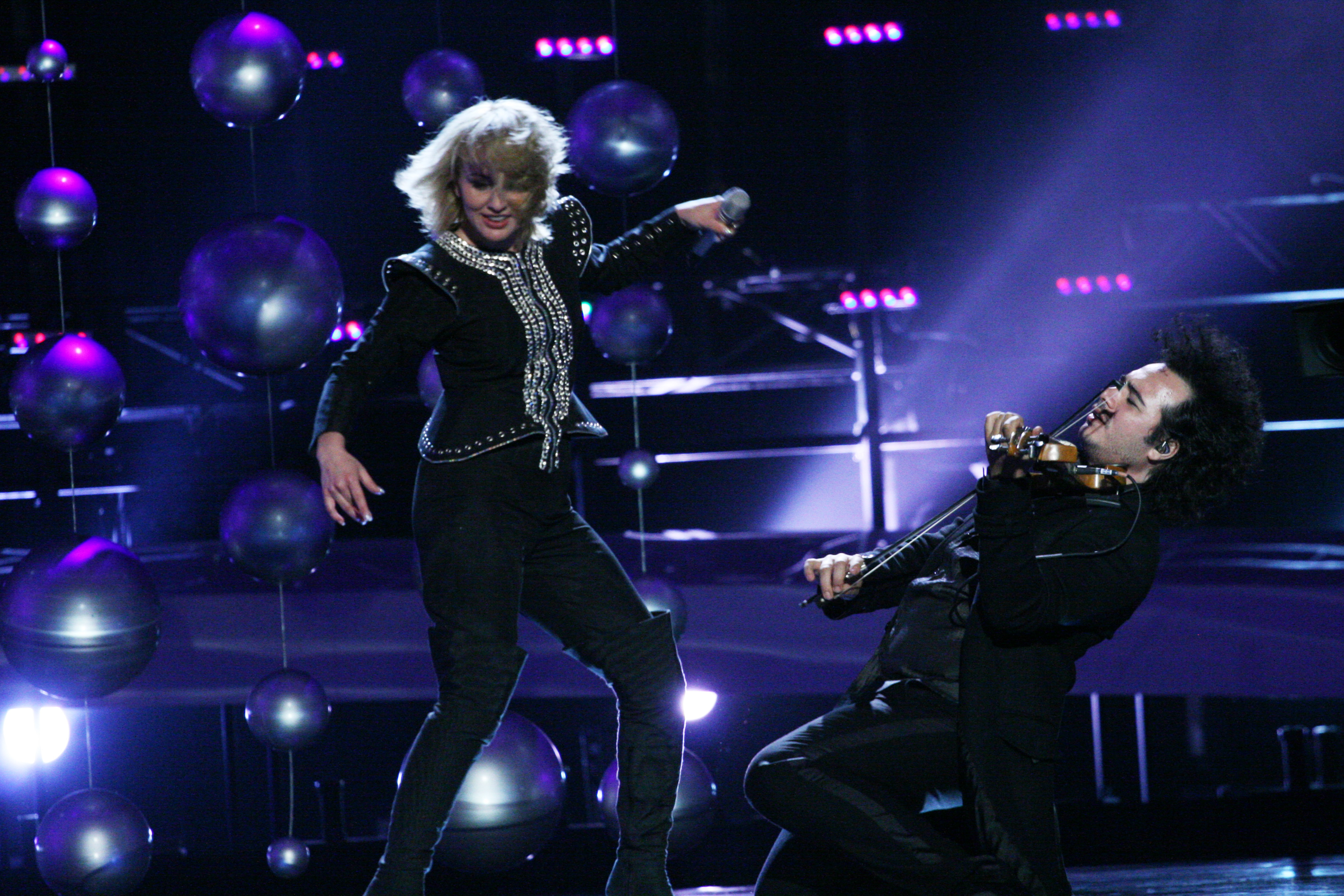
Juliana Pasha v Oslu (2010)
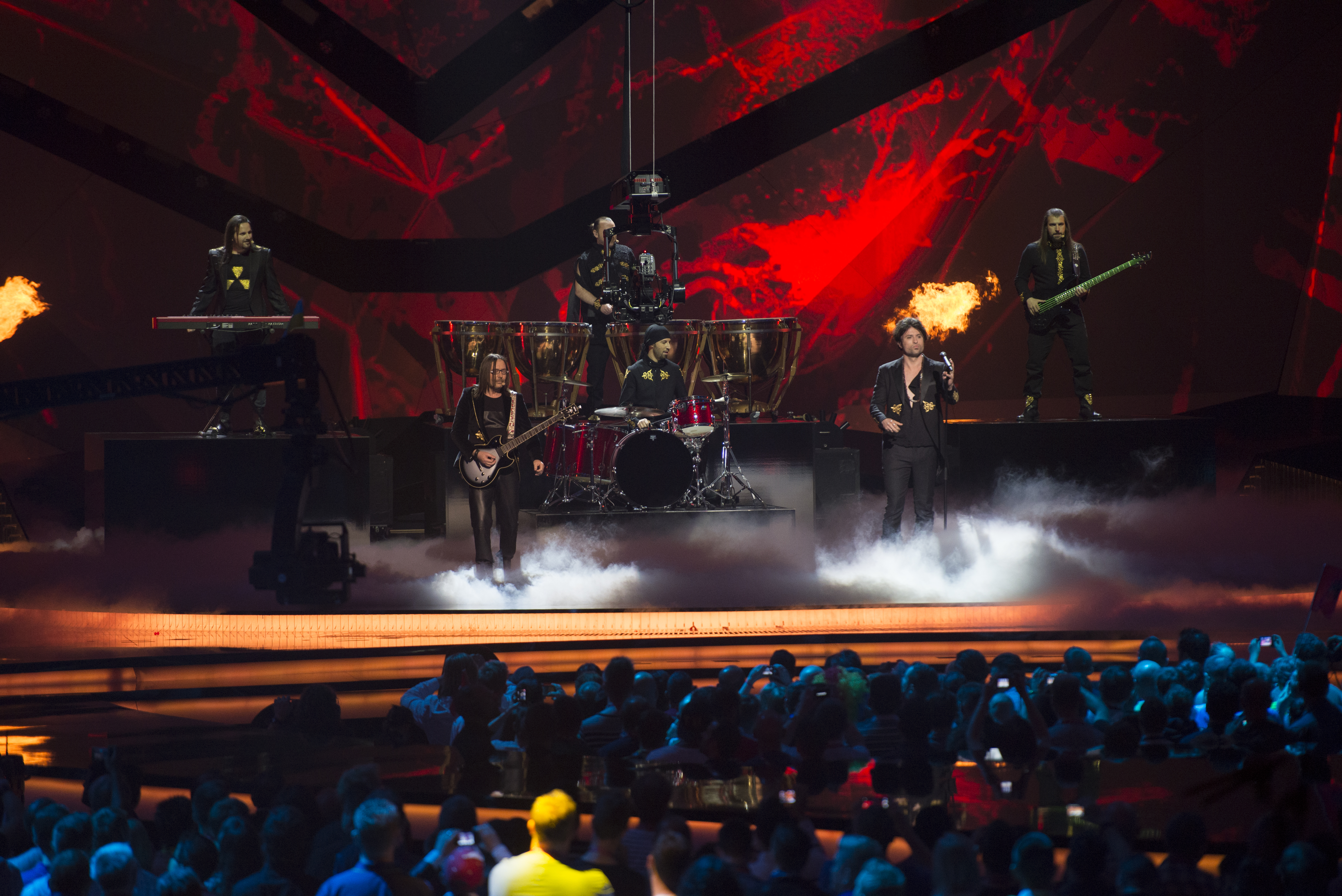
Adrian Lulgjuraj a Bledar Sejko v Malmö (2013)
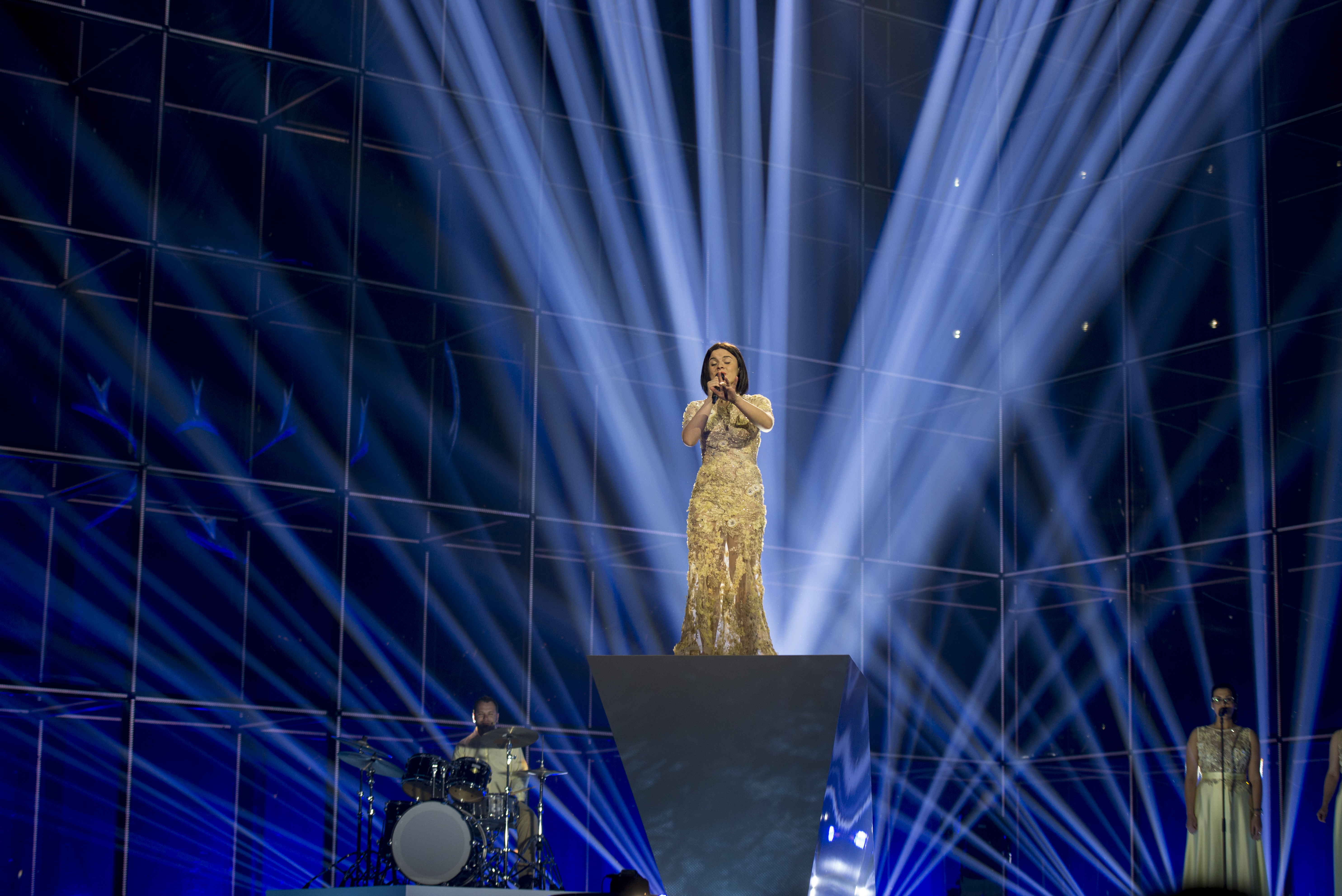
Hersi v Kodani (2014)
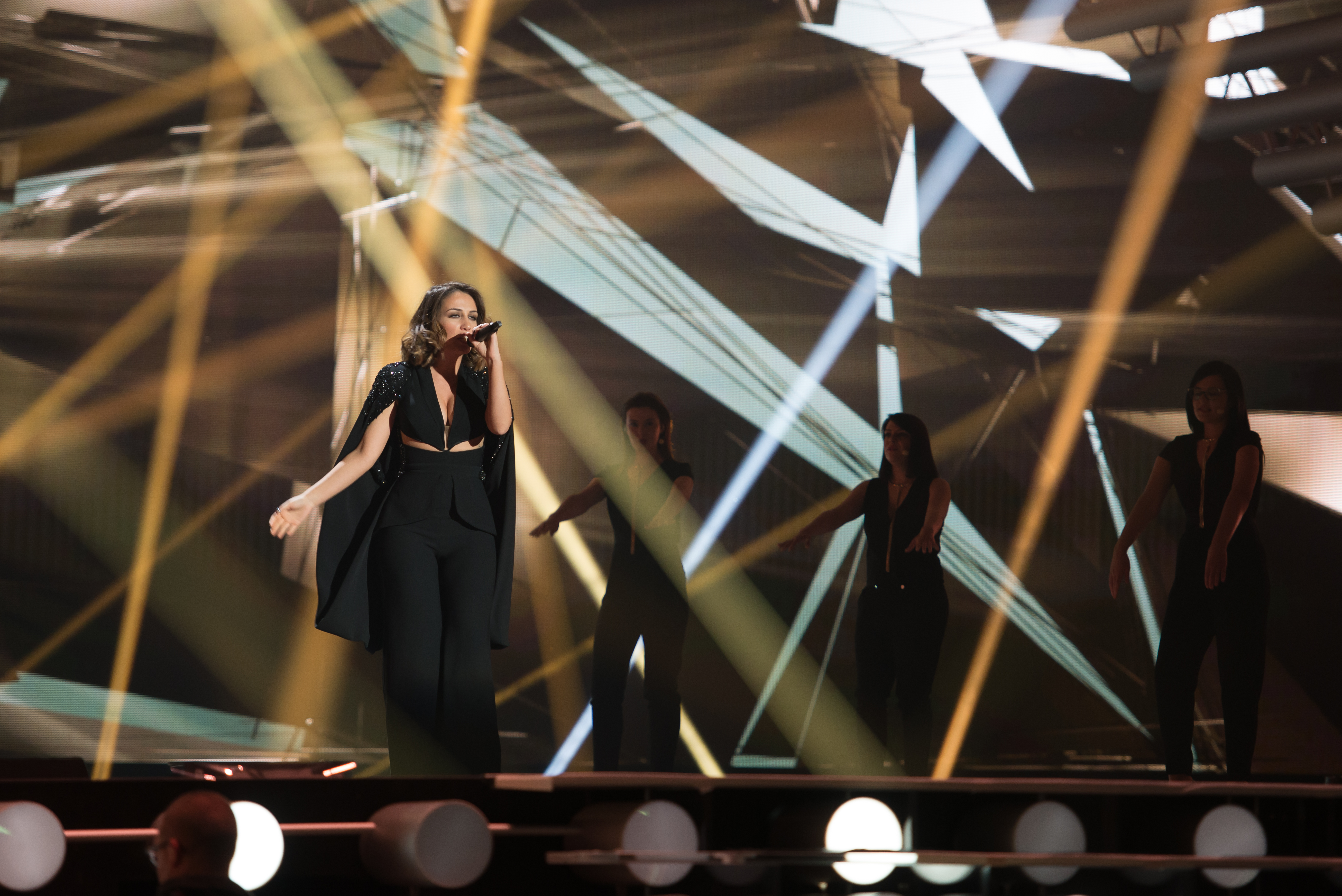
Elhaida Dani ve Vídni (2015)
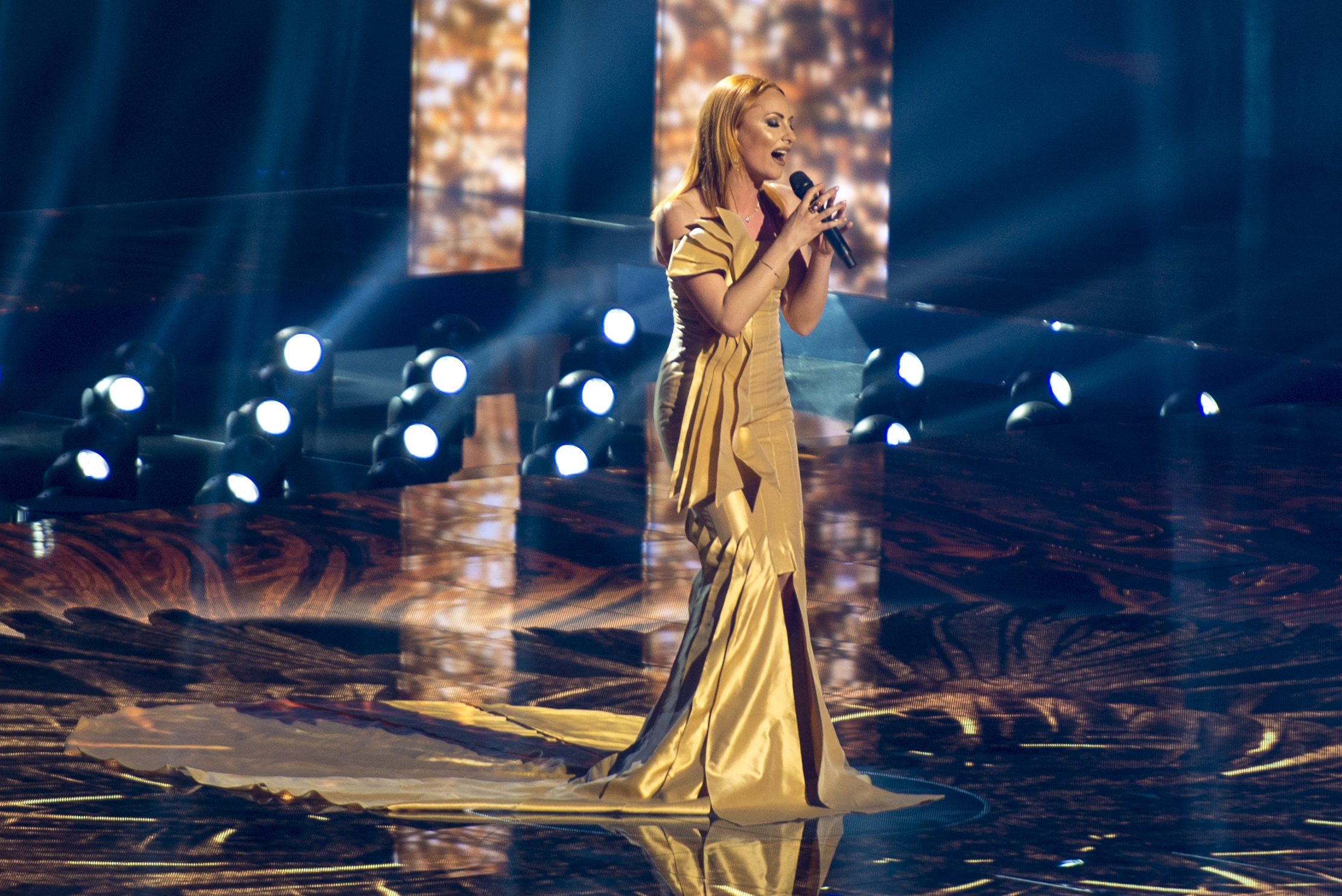
Eneda Tarifa ve Stockholmu (2016)
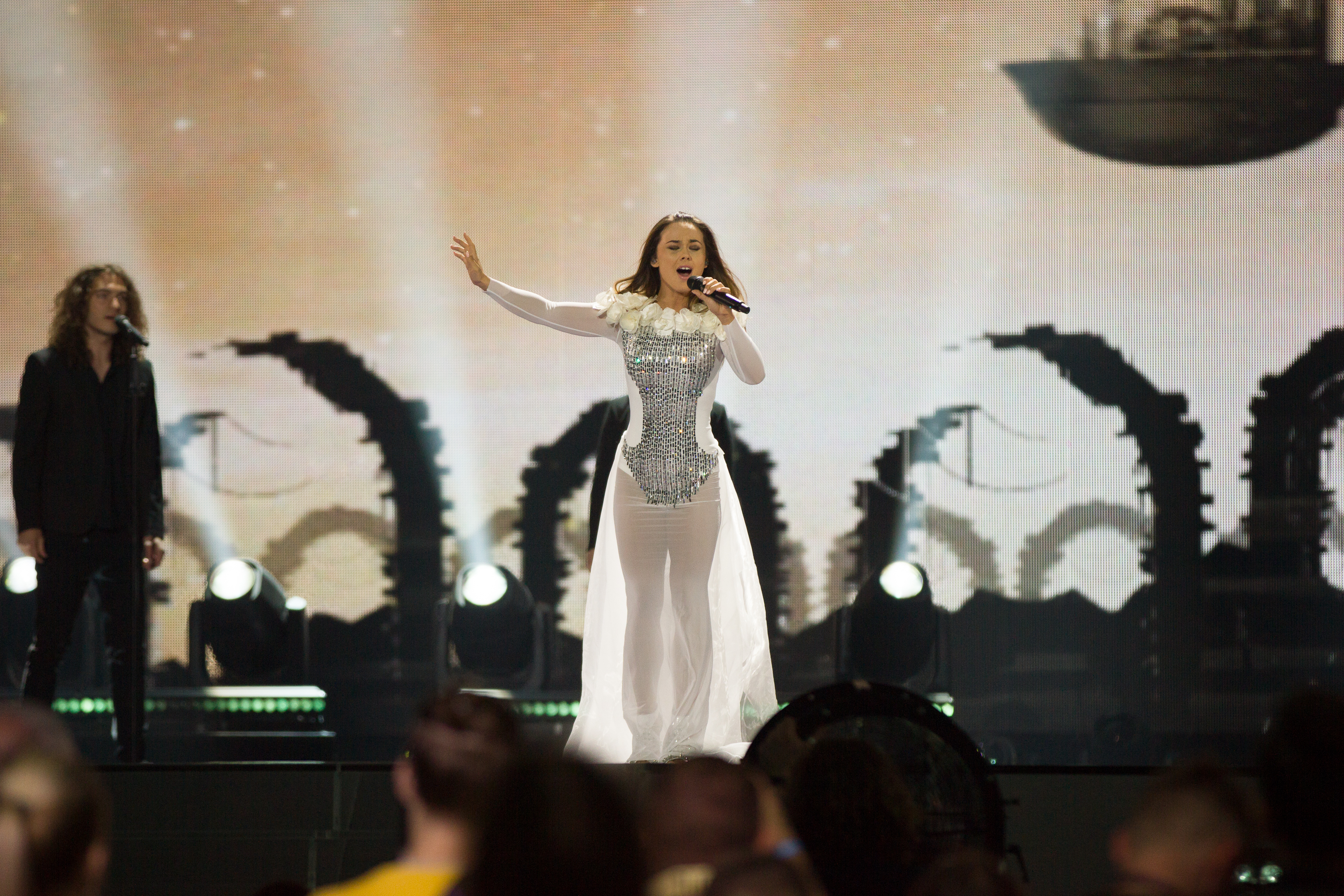
Lindita v Kyjevě (2017)
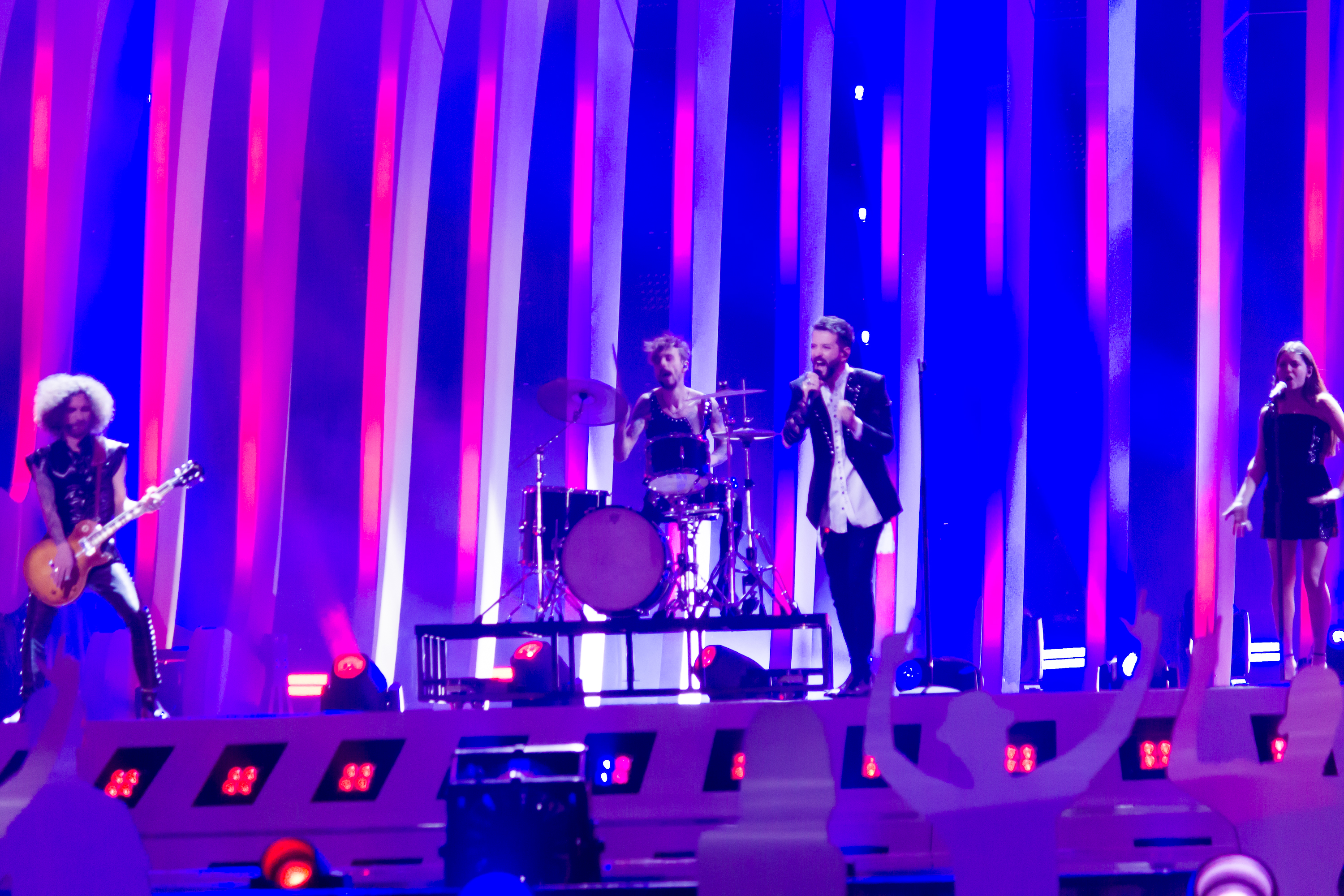
Eugent Bushpepa v Lisabonu (2018)
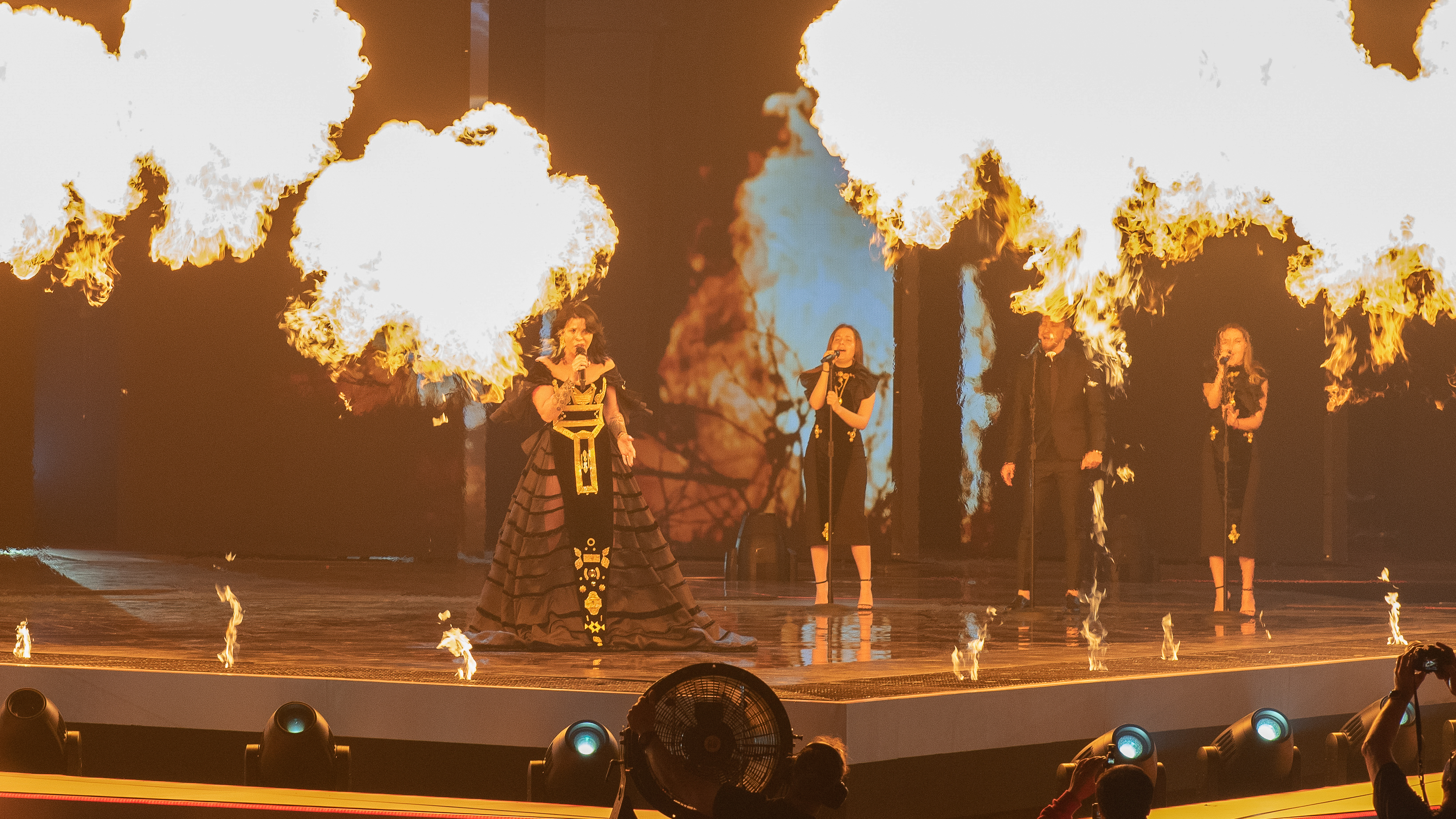
Jonida Maliqi v Tel Avivu (2019)
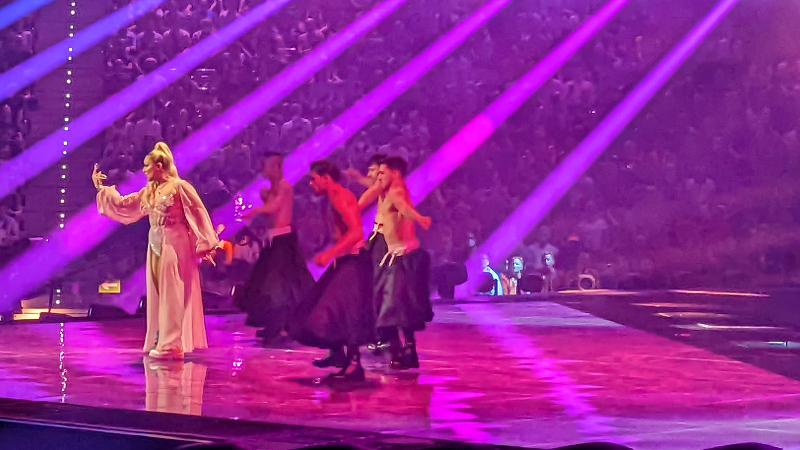
Ronela Hajati v Turíně (2022)
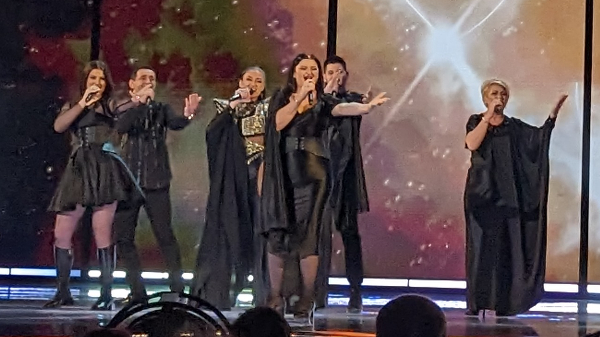
Albina a Familja Kelmendi v Liverpoolu (2023)
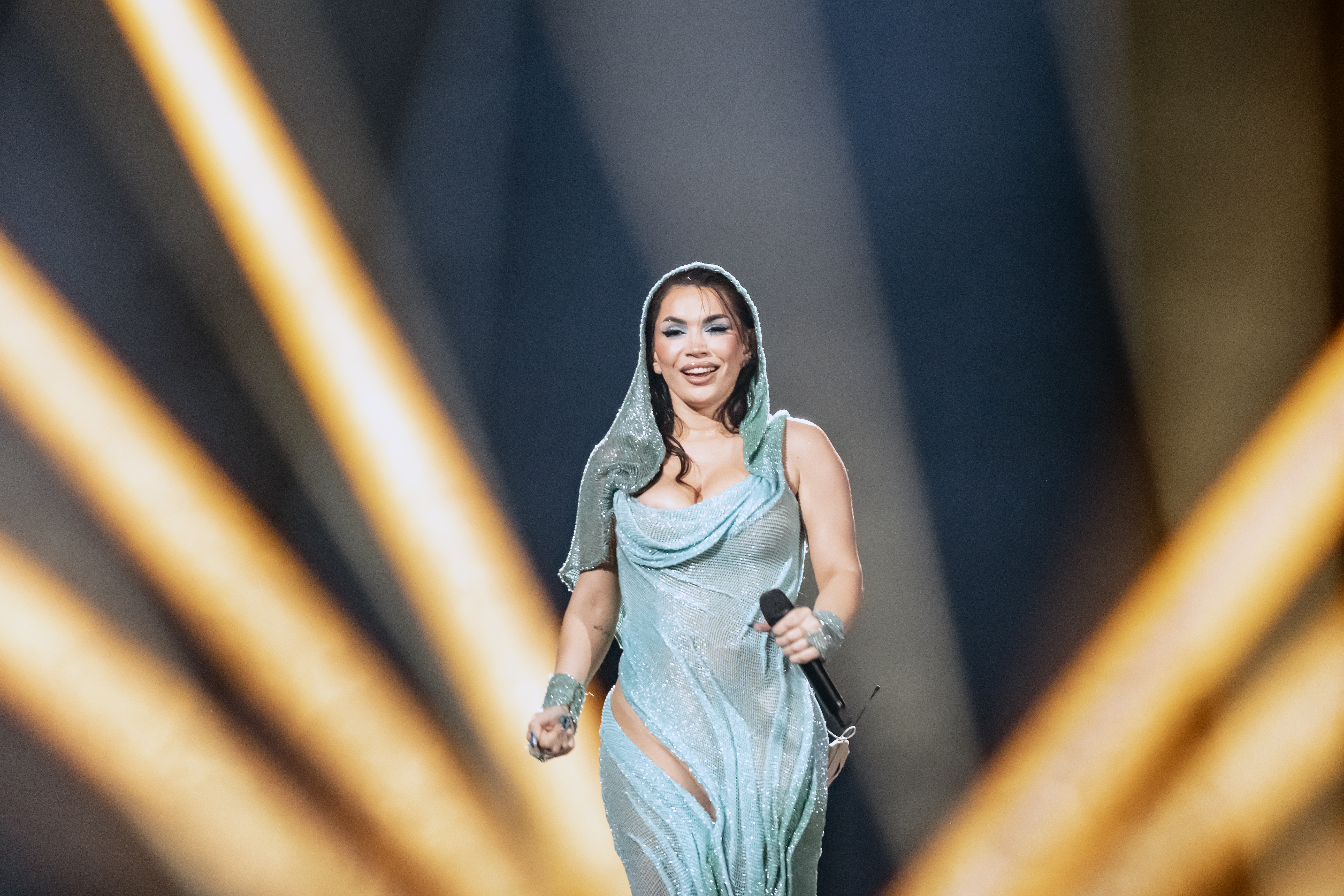
Besa v Malmö (2024)
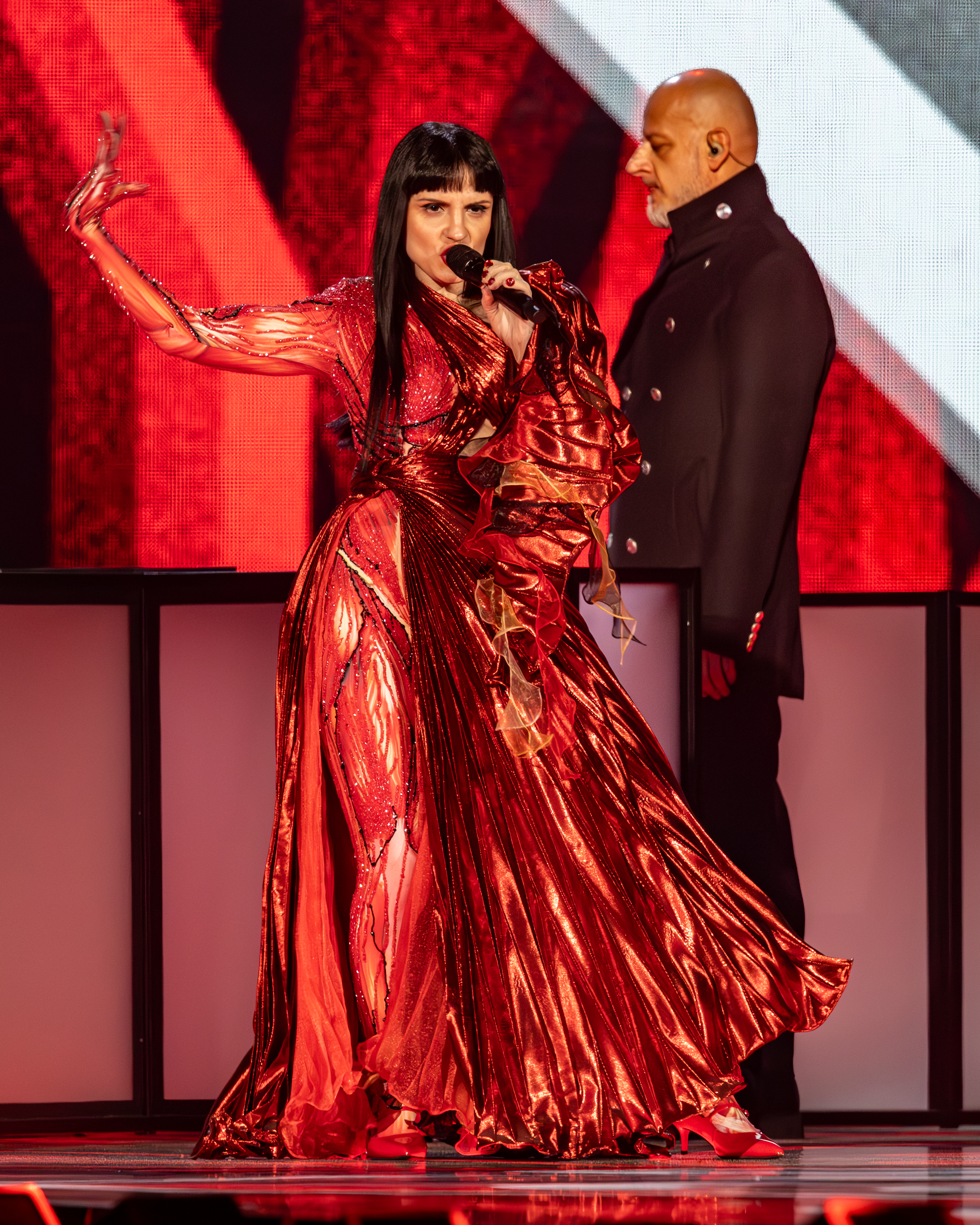
Shkodra Elektronike v Basileji (2025)